# 王明贞
王明贞（1906年11月18日—2010年8月28日），女，江苏苏州人，中国物理学家，清华大学第一位女性教授。是乔治·乌伦贝克的学生。

## 生平
先后毕业于燕京大学、金陵女子大学、密歇根大学。毕业后曾在麻省理工学院工作，此后在云南大学和圣母大学任教。1955年回国并成为清华大学教授。文革时曾关押于秦城监狱。1976年退休。2010年于北京病逝，享年104岁。

## 家族
祖父王颂蔚，祖母王谢长达。伯父王季烈。父亲王季同，兄弟姐妹王淑贞、王守竞、王守璨、王守融、王守武、王守觉等。
丈夫俞启忠是俞明震的孙子，俞启威（又名黄敬）的弟弟。